# Clarina (Gattung)
Clarina ist eine Gattung der Schmetterlinge aus der Familie der Schwärmer (Sphingidae) innerhalb der Unterfamilie Macroglossinae. Sie umfasst je nach vertretener Ansicht zwei Arten oder eine Art mit zwei Unterarten, die jedoch von der Gattung Ampelophaga nahezu ununterscheidbar sind. Es ist deswegen sehr wahrscheinlich, dass sich die Gattung durch Isolation einer Population von Ampelophaga rubiginosa, einer in Indien und im Osten der Paläarktis verbreiteten Art, entwickelt hat. Außerdem besteht Ähnlichkeit mit der nearktischen Gattung Darapsa.

## Merkmale
Die Falter haben einen leicht gezähnten Vorderflügelaußenrand. Die Facettenaugen haben am Oberrand wimpernförmige Schuppen. Der Kopf zeigt dorsal einen deutlichen Haarschopf. An den Beinen ist der lange Sporn am Apex der mittleren und hinteren Schienen (Tibien) weniger als halb so lang wie das erste Tarsenglied, das kürzer ist als die Schiene selbst. An den Tarsen der mittleren Beine ist kein Kamm ausgebildet. Die Pulvilli sind klein und das Paronychium hat nur einen Lobus auf jeder Seite. Bei den Flügeladern befinden sich Rs und M1 der Hinterflügel an einem kurzen Stiel, M2 liegt vor der Zelle, deren unterer Winkel spitz ist. D4 ist nur halb so lang wie D3.
Die Genitalien der Männchen sind nahezu identisch mit denen von Ampelophaga rubiginosa. Die Fortsätze des Aedeagus sind jedoch etwas dünner und nicht gezahnt. Außerdem sind die Valven schöpflöffelförmig. Der Sacculus ist spatelförmig und erweitert. Er ist auf der Oberseite teilweise gezähnt. Bei den Weibchen verjüngt sich die Lamella postvaginalis abrupt, wie auch bei der Gattung Daphnis. Das Ostium bursae ist groß, liegt frei und hat leicht erhöhte Kanten.
Die ovalen Eier sind dorsoventral abgeflacht. Sie haben eine blasse grünlich-gelbe Farbe. Die Raupen haben den für Schwärmer typischen Körperbau, bei dem die vorderen Segmente in das dritte Segment des Thorax und das erste Hinterleibssegment zurückgezogen werden können. Die Raupen tragen am Rücken jeweils auf den Segmenten eine verkehrt V-förmige Zeichnung und haben eine blasse Längslinie beidseits des Rückens, die keine Augenflecken umfasst. Die Raupen sehen denen der Gattungen Ampelophaga und Darapsa sehr ähnlich. Die Puppe hat einen mit dem Körper verwachsenen Saugrüssel. Sie trägt braune, gepunktete Linien auf den Flügeln, Beinen und Fühlern. Die Stigmen sind dunkel umrandet. Der Kremaster ist kurz und spitz, ähnlich wie bei der Gattung Daphnis.

## Vorkommen und Lebensweise
Die Gattung kommt im Süden und Osten der Türkei, im Iran sowie in der Levante-Region vor. Die Raupen fressen an Weinrebengewächsen (Vitaceae).

## Systematik
Weltweit sind nach Kitching & Cadiou (2000) zwei Arten der Gattung bekannt. Pittaway geht jedoch davon aus, dass es sich bei den beiden Taxa um Unterarten von Clarina kotschyi handelt.
- Clarina kotschyi (Kollar, 1849)
- Clarina syriaca (Lederer, 1855)

Ein Synonym der Gattung ist Berutana Rothschild & Jordan, 1903.

## Belege